# Pieris lama
Pieris lama is een vlindersoort uit de familie van de Pieridae (witjes), onderfamilie Pierinae.
Pieris lama werd in 1996 beschreven door Sugiyama.